# Roland D-50

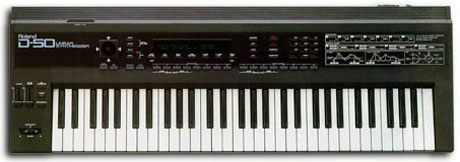
Modelo del Roland D-50

El Roland D-50 es un sintetizador producido por la empresa Roland y lanzado al mercado en abril de 1987. Entre sus características se incluyen síntesis sustractiva, efectos integrados, un joystick para manipulación de datos y un diseño de estilo síntesis analógica. El programador externo Roland PG-1000 (1987-1990) también se podría conectar al D-50 para una manipulación más compleja de sus sonidos. También se produjo en una variante de diseño de montaje en bastidor, el D-550 (1987-1990), con casi 450 parámetros ajustables por el usuario.
Las capacidades del D-50 podrían modificarse mediante la adición de productos de terceros por parte de Musitronics, sobre todo el M-EX, que hizo que el D-50 fuera multitímbrico (el D-50 era bitímbrico) y también amplió la memoria de parches como un chip que mejoró la respuesta del D-50 a los comandos MIDI entrantes.
El D-50 es uno de los sintetizadores más populares de mundo y ha sido utilizado en diferentes géneros y por músicos como Prince, Sting, Michael Jackson y Enya.

## Historia
El D-50 fue el primer sintetizador asequible que combinaba la reproducción de muestras con la síntesis sustractiva. Los ingenieros de Roland determinaron que el componente más difícil de simular de manera realista del sonido de un instrumento es el ataque. Para emular mejor los sonidos realistas, el D-50 incluyó 47 muestras de ataque en ROM. El sintetizador reprodujo una muestra de ataque que se combinó con una síntesis sustractiva más convencional para crear el sostenido del sonido. Este método de doble uso fue necesario en 1987 debido a que la RAM era muy cara. Sin embargo, Roland incorporó una serie de muestras de textura que podían mezclarse en la parte de sostenido sintetizado de un parche. Estas muestras de sostenido dieron a muchos parches del D-50 una calidad exuberante y aireada.
El Roland D-50 recibió un premio TEC por logros técnicos sobresalientes en tecnología musical en 1988.

## Tecnología
Aunque el D-50 fue una de las primeras máquinas sin muestreo en poder producir sonidos con características basadas en muestras, no pasó mucho tiempo antes de que muchos sintetizadores en el mercado comenzaran a usar métodos similares para crear sonidos. Posteriormente, Roland lanzó una serie de teclados y módulos de menor precio que permitían a los músicos que no podían permitirse el relativamente costoso modelo insignia D-50 tener algunos de estos sonidos (Roland D-10 (1988), D-110 (versión en rack de D -10) (1988) D-20 (1988), D-5 (1989), MT-32). Aunque estos sintetizadores de la serie D de menor precio no contenían el motor de sintetizador LA completo, cada uno era multitímbrico de 8 partes y Roland duplicó el número de muestras PCM integradas. Roland también produjo el Super-LA D-70 de 76 teclas y 6 octavas (1989-1990). Con el D-70, Roland eliminó la sección de síntesis digital, que fue reemplazada por muestras completas, más realistas y con un sonido más natural, incluido un piano acústico, del que carecía el D-50. El D-70 también tenía una sección ampliada de filtros y efectos y era multitímbrico de 5 partes. Sin embargo, incluso con sus mejoras, el D-70 no pudo alcanzar a la estación de trabajo dominante de la época, el Korg M1, y no logró convertirse en el próximo sintetizador insignia de Roland.
El D-50 produce un sonido híbrido analógico/digital: se pueden utilizar formas de onda tradicionales cuadradas y de sierra junto con muestras PCM de transitorios de ataque de instrumentos acústicos reales, modificadas por LFO, TVF, TVA, modulador en anillo, efectos, etc. Este avance llevó a la creación de sonidos totalmente nuevos nunca antes creados ni en sintetizadores puramente analógicos ni en samplers digitales.
Cada sonido (parche) del D-50 estaba formado por 2 tonos (superior e inferior) y cada tono estaba formado por 2 parciales. Cada parcial podría ser una forma de onda de sintetizador (un cuadrado con pulso variable, o después de la manipulación por el filtro, un diente de sierra) y un filtro o una forma de onda PCM digital (ataque muestreado transitorio o forma de onda de sostenido en bucle). Los parciales se pueden organizar siguiendo 1 de 7 estructuras (algoritmos) posibles, con una combinación de una forma de onda PCM o una forma de onda sintetizada, con la opción de modular en anillo los dos parciales juntos. Las formas de onda sintetizadas podrían modularse en ancho de pulso y pasar a través de una aproximación matemática digital de un filtro de paso bajo, lo que permitiría la síntesis sustractiva. Las partes inferior y superior se pueden dividir o tocar en dual en el teclado. La configuración Dual permite reproducir dos tonos de polifonía de 8 voces (dos parciales cada uno) desde canales MIDI separados como un modo bitímbrico limitado (no hay parches completos con tonos superiores e inferiores disponibles).
No sólo el método de síntesis era nuevo; Podría decirse que el D-50 fue el primer sintetizador comercial que incluyó efectos digitales como la reverberación, lo que se sumó al sonido característicamente brillante, rico, vivo y, a veces, realista, que aparece en innumerables discos de la época. Cada uno de esos efectos tenía más de 10 variaciones con parámetros editables que generalmente se encuentran en procesadores de efectos de rack dedicados en lugar de sintetizadores de teclado. También estuvo a la vanguardia del cambio de apariencia del típico teclista en el escenario: en lugar de estar rodeado de múltiples instrumentos, con instrumentos más versátiles y la continua adopción del estándar MIDI, empezaban a aparecer con uno o más instrumentos. dos teclados, normalmente un D-50 con Yamaha DX7 o Korg M1.
El D-50 era totalmente compatible con MIDI, aunque transmite en un solo canal. El teclado era sensible a la velocidad y al tacto, y las teclas estaban ligeramente "pesadas" con metal para una sensación de mayor calidad. Incluía 64 parches integrados y el almacenamiento de 64 parches más estaba disponible a través de tarjetas RAM de expansión opcionales. Utiliza una batería de litio CR2032 para respaldo de memoria.
Por su sonido y calidad de construcción, y el método de síntesis único que presentaba, el D-50 ha seguido siendo popular hasta el día de hoy, y el valor de reventa de los ejemplos en buen estado sigue siendo relativamente alto. Su motor de síntesis, en formas más o menos actualizadas, se utilizó en los sintetizadores de las series JV y XP de Roland, entre otros. Además, en 2004, Roland lanzó una tarjeta de expansión VC-1 para sintetizadores V-Synth y VariOS. Contenía un motor de síntesis D-50 modelado y actualizado y el sistema operativo original, incluidos los parches de fábrica y de todas las tarjetas de expansión Roland. Dado que los chips DAC más nuevos sonaban más limpios con menos ruido y una mayor profundidad de bits y frecuencias de muestreo en general, incluían la opción de simular la salida más rugosa del D-50.
El D-550 es una versión de montaje en bastidor del D-50, con menos controles en el panel frontal, sin joystick ni controles deslizantes. Emplea el mismo circuito de sonido (la placa de circuito principal es exactamente la misma en ambos, etiquetada como D-50/D-550).

## Agrupaciónes que lo han usado
- Sonido Mazter de Monclova
- Banda Kañon
- El Vayven del Amor
- Grupo Flamingo
- Grupo Bagdad de Matamoros
- Grupo Bronco
- Grupo Liberación de "Virgilio" Canales
- Grupo Samuray
- Toppaz de Reynaldo Flores
- Los Cougar's de CD Mante
- Los Carlos
- Los Mier
- Los Humildes
- Los Bukis
- Los Rehenes de "Javier Torres"
- Los Temerarios
- Grupo Ladrón
- Grupo Bronco
- Grupo Bryndis
- Mitades del Títere
- La Mafia
- Selena Quintanilla y los Dinos
- Industria del amor
- Los Rodarte de Durango
- Los Bybys
- Impacto de Montemorelos
- Tropical Panamá
- Super Pegue
- Grupo Flash de Nueva Rosita
- Guardianes del Amor
- Binomio de Oro
- Conjunto Primavera
- Banda Maguey
- Super Brujo de Linares
- Los Fugitivos
- Grupo El Golpe De Héctor Treviño
- Emilio Navaira
- Banda Machos
- Míster Chivo
- Grupo Azteka
- Grupo Mojado de Matamoros
- Campeche Show
- Inquietos Vallenatos
- Los Diablitos
- Chiches vallenatos
- Grupo Mazz

## Legado
El D-50 se lanzó al mercado en 1987 cuando la popularidad del sintetizador Yamaha DX7 comenzaba a declinar, lo que hizo que el D-50 rápidamente se convirtiera en el sintetizador más popular del mercado hasta la introducción del Korg M1 al año siguiente. La innovación del sintetizador sobre muestras y efectos directos del D-50 influyó en el M1, que se convirtió más tarde en el teclado más vendido de la empresa Korg, hasta el lanzamiento del Korg Triton. De hecho, este esquema fue un método común de creación de sonido de teclado digital durante más de una década, hasta que la ROM y la Flash RAM finalmente fueron lo suficientemente económicas como para almacenar muestras completas o multimuestras.
Los ajustes preestablecidos del D-50, escritos por Eric Persing y Adrian Scott, fueron bien recibidos por la comunidad de artistas y la mayoría de ellos se pueden escuchar en numerosos álbumes comerciales de finales de los años 1980. Los ajustes preestablecidos de fábrica del D-50 han disfrutado de un largo legado, como "Digital Native Dance", "Staccato Heaven", "Fantasia", "Pizzagogo", "Glass Voices" y "Living Calliope". Algunos otros ajustes preestablecidos del D-50 se mantienen en todas las máquinas que cumplen con la especificación General MIDI, incluidos "Fantasia" (alternativamente llamado "New Age Pad"), "Soundtrack", "Atmosphere" y "Nylon Atmosphere".
El Roland D-50 alcanzó notoriedad en diversos géneros durante la década de 1990; por ejemplo, el teclado fue muy usado para el estilo de cumbia, principalmente en países como Chile (dentro de la Onda Sound), México (Onda Grupera), Perú (Onda Sureña), Bolivia y Argentina. 
Uno de sus sonidos más clásicos, el preset "Pizzagogo" tiene una impresión animada de punteo de cuerdas. Fue utilizado en la canción Englishman in New York de Sting. Después de eso, la canción Orinoco Flow de Enya presentó este sonido con un ataque enfatizado. La banda Queen también presentó "Pizzagogo" en la canción The Miracle.
Los sintetizadores Roland V-Synth y V-Synth XT pueden cargar una tarjeta que emula la D-50. En este modo, copian los sonidos del D-50 casi a la perfección, aunque pierden las capacidades más sofisticadas del V-Synth.
El 8 de septiembre de 2017, la empresa anunció el lanzamiento del Roland D-05, una versión miniaturizada del D-50, como parte de su serie Boutique. El instrumento incluye los ajustes preestablecidos originales del D-50, además de todas las expansiones ROM que Roland creó para él. El instrumento fue lanzado al mercado en octubre de 2017.
También en 2017, la empresa lanzó una versión para el complemento VST del D-50 a través de su sitio web Roland Cloud.